# ’Ndrangheta
Die ’Ndrangheta [(n)ˈdraŋɡeta] ist die kalabrische Form der Mafia, deren Aktionsradius heute ganz Europa, Nord- und Südamerika sowie Australien umfasst. Mit Aktivitäten in rund 30 Ländern erzielt sie einen Jahresumsatz von geschätzt 50 Milliarden Euro. Wichtigste Einnahmequellen sind der Drogenhandel und die illegale Abfallentsorgung, insbesondere von Giftmüll. Sie kontrolliert weite Teile des Kokainhandels in Europa.

## Name und Herkunft
Die Herkunft des Namens ist nicht ganz geklärt. Er könnte aus dem in Teilen Kalabriens gesprochenen griechisch-kalabrischen Dialekt stammen und verwandt sein mit griechisch ἀνδραγαθία andragathía „Heldentum, Tugend“ oder ἀνδράγαθος andrágathos „helden-, tugendhaft“, zusammengesetzt aus ἀνήρ anḗr (Genitiv ἀνδρός andrós) „Mann“ und ἀγαθός agathós „gut“. Der Apostroph in ’ndrangheta zeigt an, dass am Wortanfang der Vokal a entfallen ist. Das Verschwinden von Anfangsvokalen ist in süditalienischen Dialekten ein häufiges Phänomen. Erstmals gebrauchte der kalabrische Schriftsteller Corrado Alvaro das Wort ’ndrangheta vor einer breiteren Öffentlichkeit im September 1955 im Corriere della Sera.

Kalabrien in Italien

Die Wurzeln der ’Ndrangheta reichen zurück bis in die zweite Hälfte des 19. Jahrhunderts.
In frühen Berichten wurden teilweise die Bezeichnungen Mafia und Camorra verwendet; Kriminelle wurden Mafiosi und Camorristi genannt, wenn man vermutete, dass sie aus Sizilien bzw. Kampanien stammten. Polizei und Justiz sprachen anfänglich von der picciotteria, abgeleitet von picciotto, einem süditalienischen Wort für Bursche.
Die ’Ndrangheta gedieh aber vor allem in ländlichen Gebieten Kalabriens. Man vermutet, dass sie aus Briganten und Rebellen in den Gemeinden Platì und San Luca entstand, die bis heute Hochburgen der ’Ndrangheta sind. Erpressungen waren das ursprüngliche Geschäftsmodell.
Aufgrund der geografischen und klimatischen Gegebenheiten ist Kalabrien seit jeher die ärmste Region Italiens. In Süditalien leben 37 % der italienischen Bevölkerung, die Wirtschaftsleistung beträgt jedoch nur 24 %. Im Jahre 2019 lag die Beschäftigungsquote in Kalabrien bei 42,0 % (im EU-Raum bei 73 %), 90 % der Kalabresen arbeiten in Unternehmen mit weniger als neun Angestellten. Das Nettoeinkommen liegt unter der Hälfte des Einkommens der Bevölkerung in Norditalien. 2019 betrug die Arbeitslosenquote in Kalabrien 21 %, sie lag mit 41 % bei den jungen Menschen zwischen 18 und 29 Jahren deutlich über dem Schnitt Italiens.
Das Misstrauen gegen die Zentralregierung in Rom begründet sich aus den historischen und aktuellen Bedingungen, aus der Schwäche der staatlichen Institutionen konnten sich die örtlichen Familienclans entwickeln. Mit der Macht über 20 % der Wählerstimmen können Lokalpolitiker von der ’Ndrangheta direkt bestimmt werden, unbestechliche Bürgermeister sind die Ausnahme. Wegen krimineller Vernetzungen stehen zahlreiche Städte und Gemeinden unter staatlicher Zwangsverwaltung. Die strukturellen Schwächen des Staates nutzt die ’Ndrangheta, um beispielsweise Baugenehmigungen und Arbeitsplätze zu verteilen. Man nimmt an, dass alle Clanchefs bei staatlichen Stellen (wie in der Holzwirtschaft oder im Verkehrswesen) offiziell angestellt sind, zum Nachweis eines regelmäßigen Einkommens und um krankenversichert zu sein.

## Aktivitäten
Die ’Ndrangheta zählt zu den mächtigsten Mafia-Organisationen der Welt. Laut einem Bericht der Anti-Mafia-Kommission aus dem Jahr 2014 liegt die Stärke der ’Ndrangheta sowohl in ihrer ökonomischen Macht als auch in ihrem starken Einfluss auf die Politik. Die Gewinne werden durch Geldwäsche gesichert und reinvestiert.

### Drogenhandel
Die Haupttätigkeit ist der Drogenhandel, aus dem die größten Einnahmen erzielt werden. Kokain ist der wichtigste Sektor. Die ’Ndrangheta dominiert im europäischen Kokain-Handel und gilt als einer der größten Kokainimporteure weltweit.
Als die sizilianische Cosa Nostra in den 1990er-Jahren unter Druck geriet und geschwächt war, gelang es der ’Ndrangheta, große Teile des Kokaingeschäfts an sich zu reißen. In den Häfen von Gioia Tauro, Genua, La Spezia, Vado Ligure und Livorno kommt das Kokain an. Der Catanzaro-Clan plant die Importe aus Südamerika und verkauft das Kokain in Europa, Australien und Neuseeland weiter. Seit 2019 stiegen die auf dem kalabrischen Flughafen beschlagnahmten Drogenmengen an: Im Jahr 2020 wurden rund 5000 kg und allein in den sechs Monaten 2021 über 7500 kg Kokain sichergestellt. Die Polizei entdeckte außerdem eine beträchtliche Anzahl von Cannabis-Plantagen in verschiedenen Gebieten Kalabriens.
Beim Drogenhandel hat die ’Ndrangheta keine Gegner. Sie kooperiert mit den südamerikanischen Drogenkartellen sowie mit nordamerikanischen Mafia-Clans der amerikanischen Cosa Nostra. Die Operation „New Bridge“ enthüllte 2014 die Verbindung zwischen dem Ursino-Clan aus Marina di Gioiosa Ionica und der Gambino-Familie aus New York City. Die Operation „New Bridge“, die parallel in den USA und Italien lief und erstmals gemeinsam von der Polizei beider Länder durchgeführt wurde, sollte die Verbindungen zwischen ‘Ndrangheta-Clans in Italien und den USA aufdecken.

### Illegale Abfallentsorgung
Die illegale Entsorgung von Abfällen wurde für die kalabrische Mafia in den vergangenen drei Jahrzehnten zu einem riesigen Geschäft. An Land werden Felder umgegraben und gefährliche Abfälle dort abgeladen. Allein auf einer Müllkippe in der Region Gioia Tauros, am südlichen Westzipfel Italiens, wurde auf einer Fläche von 60 Fußballfeldern Müll aus ganz Europa vergraben. Der Abfall stammt aus Österreich, Frankreich und auch Deutschland. Rund 600 Müllkippen gibt es in Kalabrien. Abwasser wird illegal nach Kalabrien verschifft und zum Beispiel in die Kläranlage von Gioia Tauro eingespeist.
Der Hafen von Gioia Tauro gilt als Drehkreuz für das Müllgeschäft. Dorthin wurden in den Jahren 2016 und 2017 etwa 60.000 Tonnen Müll verschifft und im Umland entsorgt. Den Hafen leitet ein einziges Transportunternehmen. Nur über dieses kann Müll angeliefert werden. Unternehmen, die nach Gioia Tauro verschiffen, erhalten zwei Rechnungen: Eine für die offiziellen Dienste des Transportunternehmens und eine für Schutzzölle der Mafia. Laut deutschem Bundeskriminalamt wurden giftige Abfälle von Deutschland nach Africo gebracht und in einem Feld vergraben. In der Folge ist die Zahl an Tumorerkrankungen im Dorf extrem gestiegen. Bis 2013 starben 33 von 50 Bewohnern an Krebs.
Im Juli 2007 wurden 135 Container mit radioaktiv verstrahltem Müll, die für China, Indien, Russland und Nordafrika bestimmt waren, beschlagnahmt. In diesem Zusammenhang wurde auch zum Untergang von Schiffen im Mittelmeer und bei Ostafrika ermittelt.
Die ’Ndrangheta erreichte 2019 mit illegaler Abfallentsorgung einen Jahresumsatz von geschätzt 19,9 Milliarden Euro. Der Umsatz im Zeitraum von 1995 bis Mitte 2021 wurde auf rund 420 Milliarden Euro geschätzt.

### Veruntreuung
Die Infiltration von Verträgen und Unterverträgen, die regelmäßig mit Veruntreuung von Mitteln des Staates und der Europäischen Union verbunden ist, begann in den 1970er-Jahren. So auch bei den Bauarbeiten der 497 Kilometer langen Autobahn A2 (damals A3) von Salerno nach Reggio Calabria. Von 2000 bis 2011 hat Italien mehr als 47,7 Milliarden an EU-Mitteln bekommen, um insbesondere in den südlichen Regionen die Landwirtschaft und die Infrastruktur zu festigen.
Ein Großteil des Geldes versickerte auf kriminelle Weise. Entweder hatten mafiöse Betriebe direkt öffentliche Aufträge erlangen können oder es wurden saubere Unternehmen bedroht und Schutzgelder verlangt. Im Gegenzug garantierten die Clans die Sicherheit der Baustellen. Um ihren Forderungen Nachdruck zu verleihen, hatten die Clans während der Bauzeit rund 30 Morde begangen.

### Agromafia
Mit dem Begriff „Agromafia“ wird die Mafia als Akteur im Bereich Landwirtschaft und Lebensmittel bezeichnet. Die großen Mafia-Organisationen in Italien sind in diesem Bereich sehr aktiv, nicht zuletzt weil sie ihren Ursprung in ländlichen Gebieten haben. In Italien werden seit 2012 Jahresberichte über die Agromafia veröffentlicht, die von drei Organisationen gemeinsam erarbeitet werden: dem italienischen Forschungsinstitut Eurispes, dem Landwirtschaftsverband Coldiretti und der Fondazione Osservatorio sulla criminalità nell’agricoltura e sul sistema agroalimentare, einer Stiftung, die sich als „Beobachter“ mit der Agromafia beschäftigt. Bisher erschienen Berichte zu den Jahren 2011, 2013, 2015, 2016, 2017 und 2019. Laut diesen Berichten stieg der Umsatz der italienischen Agromafia stark an: von 12,5 Milliarden Euro (2011) auf 24,5 Milliarden Euro im Jahr 2019.
Die Agromafia erwirtschaftet diese hohen Umsätze durch eine Vielzahl verschiedener krimineller Aktivitäten, wobei sie danach strebt, die gesamte Lieferkette vom Feld bis zum Supermarkt oder Restaurant zu beherrschen. Zu diesen Aktivitäten zählen folgende:
- Die Agromafia zwingt Besitzer von Land und Vieh zum Verkauf oder raubt das Vieh.
- Abschöpfen von Geldern aus EU-Strukturfonds.
- Kontrolle der Wasserversorgung und Kontrolle des Marktes für Zubehör (z. B. Dünger oder Plastikplanen für Gewächshäuser), um die Preise hochzutreiben.
- Kontrolle des Transports von Gemüse und Früchten, auch um in den Kisten Drogen zu verstecken (Drogenschmuggel).
- Bei Produkten wie Melonen, Tomaten und Zitrusfrüchten, deren Markt sie beherrscht, kann die Mafia die Preise bestimmen.
- Ausbeuten von Arbeitskräften und Schwarzarbeit.
- Produktfälschungen: Betrug durch Herstellung und Verkauf minderwertiger oder verfälschter Waren, die zu überteuerten Preisen angeboten werden. Beispiele sind Etikettenschwindel bei billigem Rindfleisch aus Uruguay, das als die Delikatesse Bresaola überteuert verkauft wird, gepanschter Wein und gestrecktes Olivenöl, das vom Piromalli-Clan als hochwertiges Bio-Öl verkauft wird. Die Gewinne sind hoch, das Entdeckungsrisiko gering.
- Die Agromafia nötigt Gastronomiebetriebe zur Abnahme ihrer Produkte.
- Geldwäsche durch Kauf von Restaurants und Immobilien sowie durch den Betrieb der eigenen Restaurants. Die Agromafia hat zu diesem Zweck eine große Zahl von Restaurants aufgekauft.

### Flüchtlingsbetreuung
Für die Flüchtlingsbetreuung sind von der Europäischen Union zwischen 2006 und 2015 über 100 Millionen Euro in das Aufnahme- und Asylzentrum in Isola di Capo Rizzuto bei Crotone der Bruderschaft der Barmherzigkeit, mit rund 1500 Plätzen zweitgrößte Asylzentrum Italiens, geflossen. Von den EU-Geldern gelangten laut Erkenntnissen der Staatsanwälte rund 36 Millionen Euro unrechtmäßig in die Kassen der ’Ndrangheta.
Von der Geschäftsführung um den Präsidenten Leonardo Sacco wurden Aufträge für die Verpflegung, die Wäsche und andere Dienste an eigens für diesen Zweck vom Arena-Clan gegründete Unternehmen vergeben. Sacco ermöglichte einzelne Auftragsvergaben des Flüchtlingszentrums von Lampedusa im Sinne der Clans. Der Priester Don Edoardo Scordio erhielt unrechtmäßig 132.000 Euro für angebliche spirituelle Dienste und deponierte sie auf einer Schweizer Bank. Am 15. Mai 2017 wurden bei einer Durchsuchungsaktion insgesamt 68 Personen verhaftet.

### Weitere Beschäftigungsfelder
Zu den weiteren Geschäftsfeldern zählen Schutzgelderpressung, Wuchergeschäfte, Glücksspiel, Waffenhandel, Prostitution, Menschenhandel, Produktfälschungen und Entführungen.
Laut einer Schätzung, die im Jahr 2007 von SVIMEZ (Associazione per lo Sviluppo dell’Industria nel Mezzogiorno) angegeben wurde, zahlten damals 150.000 Unternehmen in Kalabrien Schutzgeld, was der Hälfte aller ansässigen Unternehmen entsprach. Das italienische Forschungsinstitut Demoskopika schätzte im Jahr 2014, dass 40.000 Unternehmen in Kalabrien Schutzgeld zahlen mussten. Anfang 2021 wurde Staatsanwalt Nicola Gratteri zitiert, der ebenfalls die geschätzte Zahl von 40.000 betroffenen Unternehmen in Kalabrien angab.

### Weltweiter Umsatz
Der Eurispes-Bericht für 2008 wies einen standardmäßig geschätzten Umsatz von 44 Milliarden Euro aus. 62 % der Einnahmen (27 Milliarden Euro) stammten aus dem Drogenhandel.
Eine im Jahr 2014 veröffentlichte Untersuchung des italienischen Forschungsinstituts Demoskopika bezifferte den weltweiten Umsatz der ’Ndrangheta mit 53 Milliarden Euro, was 3,5 % des nationalen Bruttoinlandsprodukts entsprach. Die Summe wurde wie folgt aufgeschlüsselt:
- Drogenhandel 24,2 Milliarden Euro
- Illegale Abfallentsorgung 19,6 Milliarden Euro
- Schutzgelderpressung und Wuchergeschäfte 2,9 Milliarden Euro
- Glücksspiel 1,3 Milliarden Euro
- Waffenhandel, Prostitution, Menschenhandel und Produktfälschungen zusammen weniger als 1 Milliarde Euro

Der Spiegel gab im Jahr 2021 einen geschätzten Jahresumsatz von 50 Milliarden Euro an.

## Verbreitung
Mit den Auswanderungen der 1950er-Jahre vor allem nach Deutschland, Australien und Kanada begann sich die ’Ndrangheta im Ausland niederzulassen. Seit Beginn des 21. Jahrhunderts kann sie als multinationales Verbrechensunternehmen angesehen werden. Sie ist vor allem in Europa, Amerika und Australien aktiv.

### Europa
Europa ist der Kontinent mit der stärksten Präsenz der ’Ndrangheta, neben dem Stammland Italien gibt es eine starke Präsenz in Deutschland und der Schweiz, gefolgt von Spanien für Drogenhandelsrouten und Frankreich, insbesondere entlang der Côte d’Azur. Ebenfalls zu berücksichtigen sind Belgien und die Niederlande und ihre Häfen für den internationalen Drogenhandel, London/Großbritannien für Geldwäsche. Aktivitäten wurden in Bulgarien, Griechenland, Irland, Kroatien, Luxemburg, Malta, Polen, Portugal, Österreich, Rumänien, Russland, San Marino, Slowakei, Tschechien und Ukraine festgestellt.

#### Italien
Die ’Ndrangheta ist in allen 20 Regionen Italiens präsent, in Venetien, Friaul-Julisch Venetien und der Toskana führt sie Geldwäscheaktivitäten durch, während es im Piemont, im Aostatal, in der Lombardei, in Ligurien, in der Emilia-Romagna und in Umbrien konsolidierte Partnerschaften gibt, in denen sie entweder andere kriminelle Organisationen verdrängt, Allianzen gebildet oder Nichteinmischungsvereinbarungen getroffen hat.
In der zweiten Hälfte des 19. Jahrhunderts kamen im Gebiet von Reggio Calabria die ersten Hinweise auf organisiertes Verbrechen in Kalabrien auf und ab dem 20. Jahrhundert breitete sich die kriminelle Organisation zunächst in der gesamten Region Kalabrien und dann in der zweiten Hälfte des 20. Jahrhunderts in allen Regionen Italiens aus.
Nach dem Zweiten Weltkrieg sorgte der Marshallplan für einen Wirtschaftsaufschwung, der sich in der Dekade von 1953 bis 1963 als das miracolo economico italiano, das italienische Wirtschaftswunder, darstellte. Die großen Industriebetriebe des Nordens profitierten von der wachsenden Konsumkraft der Bevölkerung und dem florienden Außenhandel. Die gute Konjunktur führte zu einer großen Inlandsnachfrage nach Arbeitskräften, aus Kalabrien erfolgte eine Massenauswanderung (auch von Mitgliedern der ’Ndrangheta-Clans) in die reichen Regionen des Nordens, besonders das Industriedreieck Genua-Turin-Mailand.
Die Präsenz in den norditalienischen Regionen ist ein Symbol für die expansionistische Stärke der Banden und ihre Berufung, das typische Schema kalabrischer Organisationen außerhalb der Herkunftsgebiete nachzubilden.
Im Norden entstanden insgesamt 46 locali, davon 25 in der Lombardei, 16 im Piemont, drei in Ligurien, jeweils eine in Venetien, im Aostatal und im Trentino-Südtirol. Die Organisation bleibt kohärent und ist stabil dank des Zugehörigkeitsgefühls, das sich aus den Beitrittsritualen ergibt und im familiären Charakter der Banden verankert ist. Diese Mechanismen stellen die Verbindung dar, die die ’Ndrangheta-Konsortien mit den kalabrischen Clans unterhalten.

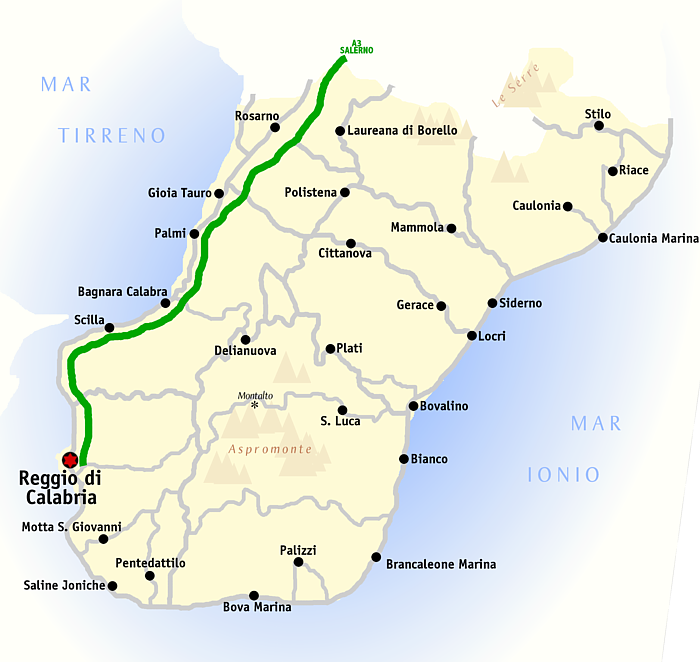
Der Süden Kalabriens mit der Hafenstadt Reggio Calabria. Im Landesinneren die ’Ndrangheta-Hochburgen Platì und San Luca.

Das Zentrum der Organisation liegt nach wie vor in Kalabrien in der Metropolitanstadt Reggio Calabria und der Provinz Crotone. Für das Jahr 2008 listete die Direzione Investigativa Antimafia 136 aktive Familien in Kalabrien auf, 73 in der Provinz Reggio Calabria, jeweils 21 in den Provinzen Catanzaro und Crotone, 14 in der Provinz Cosenza und sieben in der Provinz Vibo Valentia.
Der Präsident des Berufungsgerichts von Catanzaro Domenico Introcaso spricht 2019 von 166 kriminellen Organisationen in Kalabrien, die über 4000 Tochtergesellschaften haben, von denen 2000 im Distrikt Catanzaro angesiedelt sind.
Ähnlich wie in Sizilien die Kleinstadt Corleone gibt es in Kalabrien zwei Dörfer, die als Hochburgen der ’Ndrangheta bezeichnet werden: Platì am Fuße des Gebirges Aspromonte und San Luca, in dem die Clans Pelle-Vottari-Romeo und Nirta-Strangio hegemonial ansässig sind. Die Dörfer sollen unterirdische Gänge und Kammern mit getarnten oder versteckten Türen haben, die den Mitgliedern des Clans ein Verschwinden bei Gefahr ermöglichen. Dieses Gebiet gilt seit jeher als die „Mutter“ aller ’Ndrangheta-Einrichtungen, wesentlich auch, weil sich hier das Heiligtum der Madonna di Polsi befindet, das für die Gipfeltreffen bekannt ist, auf denen Geschäfte ausgerichtet, Allianzen geschlossen, kriminelle Strategien diktiert und Streitigkeiten beigelegt werden.

#### Deutschland
Die Präsenz der ’Ndrangheta in Deutschland begann in den 1950er-Jahren mit der Zuwanderung zahlreicher Kalabreser nach Nordrhein-Westfalen. Anfang der 1980er-Jahre begannen die Clans, in Restaurants, Pizzerien, Eisdielen und dann in Feriendörfer, Hotels, Villen und Häuser in Thüringen, Sachsen, Nordrhein-Westfalen und Baden-Württemberg zu investieren.
Mit dem Auf- und Ausbau des Drogenhandels aus Südamerika begann die Steuerung der Einfuhr, Verteilung und des Verkaufs des Rauschgifts in Deutschland, insbesondere im Gastgewerbe, das ein unverdächtiges Umfeld bietet. In den 1980er-Jahren etablierte sich der Farao-Marincola-Clan aus Crotone vor allem in Baden-Württemberg (durch den Gastwirt Mario Lavorato) sowie in Hessen und Rheinland-Pfalz; die Carellis errichteten in Stuttgart eine Raffinerie zur Herstellung von Drogen.
Wesentliches Aktionsgebiet der Clans Ascone, Carelli, Farao-Marincola, Giglio, Mammoliti, Megna, Morabito, Romeo, Pelle-Vottari, Nirta-Strangio bleibt Nordrhein-Westfalen in den Städten Aachen, Bochum, Detmold, Düsseldorf, Essen, Gelsenkirchen, Hagen, Krefeld, Köln, Neukirchen-Vluyn, Siegburg und Warstein, wie auch für den Clan Grande Aracri in Munster/Niedersachsen.
In Nordrhein-Westfalen verfügt die ’Ndrangheta über Stützpunkte für den internationalen Rauschgifthandel (Stand 2020).
Die als Mafiamorde von Duisburg bekannt gewordenen Verbrechen, bei denen am 15. August 2007 sechs Italiener getötet wurden, erregten Medieninteresse. Es waren die ersten Morde dieses Ausmaßes, die die ’Ndrangheta im Ausland verübte. Die Ermittlungen ergaben, dass die ’Ndrangheta in Deutschland mittlerweile über feste Stützpunkte verfügte, insbesondere in Nordrhein-Westfalen.
In den polizeilichen Ermittlungsverfahren zeigen sich Aktivitäten in Baden-Württemberg und Verbindungen in die Politik, durch die Clans Papalia, Palumbo, Pesce, Bellocco, Pelle-Vottari und Romeo, u. a. in Blaustein, Deizisau, Donaueschingen, Freiburg, Ludwigsburg, Mannheim, Radolfzell, Ravensburg, Singen, Stuttgart und Tübingen, wie etwa die Polizeioperation „Stige“ gezeigt hat.
Um Nicola Di Girolamo, der ’Ndrangheta treu zu Diensten, bei der Wahl 2008 in den römischen Senat zu hieven, hatte sich die kalabrische Mafia-Organisation vornehmlich in Stuttgart von Italienern Blanko-Wahlzettel beschafft und zugunsten des angeblichen Auslandsitalieners Di Girolamo gefälscht.
In Bayern mit Schwerpunkt München und Nürnberg agieren Mitglieder der Familien Carelli, Maiolo, Romeo, Pelle-Vottari, Nirta-Strangio, Mammoliti. Für Hessen und das Saarland sind Bous, Frankfurt am Main, Marburg, Kassel und Saarbrücken für die Clans Farao-Marincola aus Crotone und Italiano aus der Gegend von San Luca wichtige Standorte.
In Brandenburg, Mecklenburg-Vorpommern, Sachsen, Sachsen-Anhalt und Thüringen agieren die Familien Alvaro, Farao-Marincola, Nirta-Strangio, Papalia, Palumbo, Pelle und Romeo u. a. in Dresden, Leipzig, Weimar und Wismar. Ein Zentrum der ’Ndrangheta in Deutschland ist die Gastronomie in Erfurt, deren Hauptakteure aus dem Dorf San Luca stammen.
Wie der MDR und die FAZ im Februar 2021 berichteten, war es der Polizei bereits um das Jahr 2000 gelungen, verdeckte Ermittler in die mutmaßliche Mafiazelle in Erfurt einzuschleusen.
Das umfangreiche Ermittlungsverfahren wegen des Verdachts der Geldwäsche wurde damals unter unklaren Umständen eingestellt. Etliche der damals Beschuldigten sind noch heute aktiv.

#### Österreich
Österreich stellte seit den 1970er-Jahren hauptsächlich für Clans aus dem Locride-Gebiet eine Art Brücke auf der Kommunikationsachse Italien (Trentino und Südtirol) – Österreich – Deutschland (Süddeutschland und München) dar. In Niederösterreich wurde im Rahmen der Operation „Total Reset“ 2015 eine Luxusvilla beschlagnahmt, die der Familie Pelle zuzurechnen ist, bereits bei früheren Ermittlungsverfahren wurden auf Namen von Mitgliedern der ’Ndrangheta lautende Girokonten gefunden.
Am 12. Dezember 2018 beschlagnahmte die österreichische Polizei vier Wohnungen in Wien und Innsbruck und 37,3 Millionen Euro bei Beschuldigten, die mit der ’Ndrangheta und der Cosa Nostra in Verbindung standen.

#### Schweiz
In der Schweiz gibt es laut einer Veröffentlichung der Bundespolizei aus dem Jahr 2021 angeblich 20 kriminelle Gruppen, die mit der ’Ndrangheta mit 400 Tochtergesellschaften verbunden sind und in allen Kantonen seit den 1970er-Jahren im Drogen- und Waffenhandel operieren, sowie den Finanzplatz Schweiz zur Geldwäsche nutzen und die Erträge aus Straftaten, die hauptsächlich in Italien begangen wurden, im Immobiliensektor zu reinvestieren, in Restaurants, der Hotellerie oder anderen kleineren Geschäften.
Die fehlende soziale Kontrolle und mangelnde Erfahrung der Behörden im Umgang mit Mafia-Familien machen ein ungestörtes Agieren möglich, was das Gastland Schweiz zu einem Stützpunkt für ihre kriminellen Machenschaften und zum Unterschlupf für gesuchte Verbrecher macht. Von 2018 bis 2020 wurden 17 Einreiseverbote, die auch ohne Vorstrafen angeordnet werden können, gegen Personen verhängt, die im Verdacht stehen, mafiösen Organisationen anzugehören und eine Bedrohung darzustellen.
Im Jahre 2004 wurde in Gerichtsverfahren belegt, dass der Clan der Ferrazzos aus dem kalabrischen Mesoraca in einigen Gemeinden an der Schweizer Grenze wie Lavena Ponte Tresa an Geldwäscheoperationen beteiligt war, Mitglieder der Clans Mazzaferro und Di Giovine waren im Waffenhandel tätig, ein Clan aus Catanzaro handelte sowohl mit Waffen als auch mit Drogen, die Erlöse aus dem illegalen Handel werden bei verschiedenen Schweizer Banken hinterlegt.
Am 21. Juli 2016 erfolgten im Rahmen des Ermittlungsverfahrens „Helvetia“ der Direzione Investigativa Antimafia Reggio Calabria gegen die ’ndrine di Mesoraca und ’ndrine di Fabrizia, die bereits 1976 in der Stadt Frauenfeld im Schweizer Kanton Thurgau begründet wurden, und deren Clan-Chefs Raffaele Albanese und Antonio Nesci Festnahmen und Durchsuchungen in den Kantonen Tessin, Aargau, Kanton Solothurn und Zug.
Am 4. Dezember 2017 wurde Jose Signorello, der mit dem Clan Ferrentino-Chindamo-Lamari-D'Agostino von Laureana di Borrello verbunden war, verhaftet und beschuldigt, am Waffenhandel zwischen der Lombardei und der Schweiz beteiligt gewesen zu sein, insbesondere in Zürich und Winterthur.
Zur Bekämpfung des Phänomens des illegalen Kapitaltransfers wurde 2015 die bilaterale Zusammenarbeit der Schweiz mit Italien, das Protocollo di intesa in materia fiscale per il reciproco scambio delle informazioni finanziarie, beschlossen, da man die italienischen Mafias für eine wichtige Bedrohung der Schweiz hält, klarstellend, dass sie seit mehreren Generationen in verschiedenen kriminellen Bereichen tätig sind und inzwischen das Verwaltungs- und Wirtschaftsgefüge der Schweiz infiltrieren, somit eine Gefahr für die Institutionen und die Wirtschaft des Bundes darstellen. Diese Strategie sieht eine Zusammenarbeit mit dem Bankensektor bei der Bekämpfung der Geldwäsche durch Tracking von Zahlungsströmen zur Ermittlung von Erträgen aus Straftaten vor.
Am 27. November 2018 verurteilte das Bundesstrafgericht von Bellinzona den in Biel wohnhaften Cosimo Leotta als Mitglied eines Gallace-Novella-Clans unter Leitung von Antonino Belnome zu drei Jahren und acht Monaten Gefängnis wegen der Kontrolle des Hanfanbaus in der Schweiz, insbesondere in Frieswil und Kappelen, und als Vermittler für Andrea Ruga, Vincenzo Gallace und Cosimo Leuzzi.
2002 handelte er zusammen mit Andrea Ruga zwischen Guardavalle und der Schweiz über den Nachtclub Magic in Borgaro Torinese, den er für Aldo Cosimo und Adolfo Crea leitete, mit Faustfeuerwaffen.
Am 21. Juli 2020 endete die Operation „Imponimento“ gegen die ’ndrine Anello-Fruci aus Filadelfia, die zur Verhaftung von 75 Personen in Italien führte. Im Juni 2021 wurden Fiore Francesco Masdea als Kontaktperson der Bande in der Schweiz und Giuseppe Costantino, seit 2018 wohnhaft in Spreitenbach, an die Schweiz ausgeliefert, und wegen Drogendelikten und Menschenhandels angeklagt.
Am 16. September 2021 wurden unter Leitung der Guardia di Finanza in der Provinz Verbano-Cusio-Ossola in der grenzüberschreitenden Operation „Fireball“ von schweizerischen Behörden sechs Mitglieder der ’Ndrangheta-Konsortien von Condofuri, Crotone und Turin als Mitglieder einer kriminellen Vereinigung wegen Steuerbetrugs und Betrugs gegen öffentliche Bauunternehmer im Bahnbereich festgenommen.
Am 16. November 2021 wurde die Aktion „Handover“ wegen internationalen Drogenhandels mit 104 Sicherungsmaßnahmen, darunter über eine Tonne aus Südamerika importiertes Kokain, in verschiedenen Regionen Italiens (auch in der Toskana) und in der Schweiz gegen Mitglieder des Molè-Clans durchgeführt. Die autonom agierenden kriminellen Gruppen waren miteinander verbunden und operierten in den verschiedenen Landesteilen.
Am 18. November 2021 wurden in Italien und der Schweiz 54 Personen eines kriminellen Konsortiums verhaftet, die unter der Führung von Michelangelo Larosa Drogenhandel zwischen dem Provinzen Como und Varese und dem Kanton St. Gallen durchführten.

### Amerika
Auf dem amerikanischen Kontinent ist das Wirken der ’Ndrangheta seit Anfang des 20. Jahrhunderts in Kanada nachweisbar, in den letzten Jahren hat die Präsenz auch in den USA zugenommen. In Mexiko bestehen Kontakte zu lokalen Drogenkartellen. Südamerika ist, wie für jede Mafia-Organisation, die Basis, von der aus der Drogenhandel beginnt, und hier leben dauerhaft Mitglieder der kalabrischen Mafia, die Allianzen und Beziehungen mit den Narcos geschmiedet haben. Ferner sind in den transatlantischen Ländern Argentinien, Bolivien, Brasilien, Chile, Kolumbien, Curaçao, Ecuador, El Salvador, Paraguay, Peru, Dominikanische Republik, Uruguay und Venezuela Aktivitäten nachgewiesen.
Die ‘Ndrangheta ist in allen Phasen des Kokainhandels aktiv, von der Herstellung bis zum Vertrieb. In Südamerika besitzt die 'Ndrangetha, wie die 'ndrine di Gentile aus Amantea, eigene Kokainplantagen und arbeitet direkt mit lokalen Drogenkartellen zusammen. Europol sagt unter Berufung auf westliche Geheimdienste, die ‘Ndrangheta versorge sogar die revolutionäre FARC und die ELN in Kolumbien mit Waffen als Gegenleistung für Kokain. Transportiert werden die Drogen aus den Andennationen mit Leichtflugzeugen oder über die Wasserstraße Paraná-Paraguay.
Immer wieder werden auch selbst gebaute U-Boote mit Tonnen von Kokain im Bauch vor lateinamerikanischen Küsten gestoppt. Der Hafen von Montevideo in Uruguay gewinnt zunehmend an Bedeutung als Umschlagplatz für Kokain nach Europa, Asien und Afrika. Ebenfalls ist Ecuador ein wichtiges Transitland, da dort die Kontrollen teilweise laxer sind. Außerdem sind neue Verteilzentren entstanden, wie zum Beispiel Paraguay. Nach Europa gelangt das Kokain mit Containerschiffen oder Flugzeugen.
Am 19. Juli 2023 konnten an der Südwestküste Siziliens 5,3 Tonnen Kokain mit einem Marktwert von rund 850 Millionen Euro sichergestellt werden. Von einem Containerschiff wurden Pakete ins Wasser geworfen, die von dem Fischkutter Ferdinando d’Aragona aus Reggio Calabria aufgenommen wurden. Im Mai wurden auf einem Bananenfrachter aus Ecuador im Hafen von Gioia Tauro in Kalabrien 2,7 Tonnen Kokain sichergestellt. Der Marktwert des Kokains aus Südamerika wurde seinerzeit auf gut 800 Millionen Euro taxiert.

### Australien
Unter den 51 italienischen Clans der organisierten Kriminalität in Australien gibt es 14 bestätigte ’Ndrangheta-Clans. Für die kriminelle Organisation kann der 18. Dezember 1922 als Geburtstag festgelegt werden, als das Schiff King of Italy im westaustralischen Hafen von Fremantle, dann in Adelaide und dann in Melbourne anlegte. Es hinterließ in jedem dieser Häfen einen der drei Gründer der ’Ndrangheta.
Die kalabrisch-italienische Migration nach Australien begünstigte ein schnelles Wachstum, vor allem im Drogenhandel, und Machtstrukturen durch politische Infiltration, Angst und Einschüchterung, aber auch aufgrund von Konsens, Freundschaften und Ausnutzung ethnischer Solidarität. Legale Unternehmen wurden auf der Grundlage von Erträgen aus Verbrechen und mächtigen Männern geboren, die in der kalabrisch-italienischen Gemeinschaft ein Mitspracherecht haben.

### Afrika
Afrika ist im Wesentlichen für die neuen Drogenhandelsrouten relevant, in der Vergangenheit für die Entsorgung von Gift- und Atommüll sowie für den Handel mit Diamanten und Coltan. Das Engagement der ’Ndrangheta findet sich in den Ländern Elfenbeinküste, Kenia, Marokko, Nigeria, Republik Kongo, Senegal, Somalia, Togo und Südafrika.

### Asien
In Asien agierten die Clans in der Vergangenheit wegen des Drogenhandels in den Mittelmeerländern Libanon, Syrien und Türkei, sowie in Indonesien, Pakistan und Thailand.

## Struktur und Regeln
Nach Angaben aus dem Jahr 2014 ist die Organisation in etwa 30 Ländern aktiv; weltweit waren damals rund 60.000 Menschen und 400 Führungsfiguren für die ’Ndrangheta tätig. Sie umfasst alleine in Kalabrien rund 170 Clans oder Cosche (benannt nach dem sizilianischen Wort für die Artischocke, die als Symbol für den Zusammenhalt stehen soll) wie die Familie Tegano. Die einzelnen Mitglieder nennen sich ’ndrinu und der Clan selbst ’ndrina. Schließen sich mehrere ’Ndrine (plural für ’Ndrina) zusammen, so werden diese als Locale bezeichnet.
Im Vergleich zur Cosa Nostra basiert die Mitgliedschaft in der ’Ndrangheta weit stärker auf Blutsverwandtschaft. Will sich eine ’Ndrina ausdehnen, muss eine ihrer Frauen in eine andere Familie einheiraten – dies geschieht auch gegen den Willen der Frau. Der Blutsverwandtschaft ist ein größerer Zusammenhalt zu verdanken: Bislang sind 158 Kronzeugen aus der Organisation ausgestiegen (zum Vergleich: In Sizilien waren es etwa 390).
Durch die neuen globalen Herausforderungen und die internationalen Verflechtungen mit den enormen Gewinnen mussten die horizontalen, auf das jeweilige Territorium begrenzten Organisationsformen, angepasst werden. Auf Veranlassung der starken Clans des südlichen Gebiets der Reggio Calabria werden in den Provinzen Repräsentanten mit Entscheidungsbefugnissen gewählt. So entstanden drei Mandamenti, die jeweils von Provinzalkommissionen geleitet werden, denen ein Capo di tutti i capi, ein Boss der Bosse, wie der milliardenschwere Antonio Pelle vorsteht.

### Herrschaftspyramide

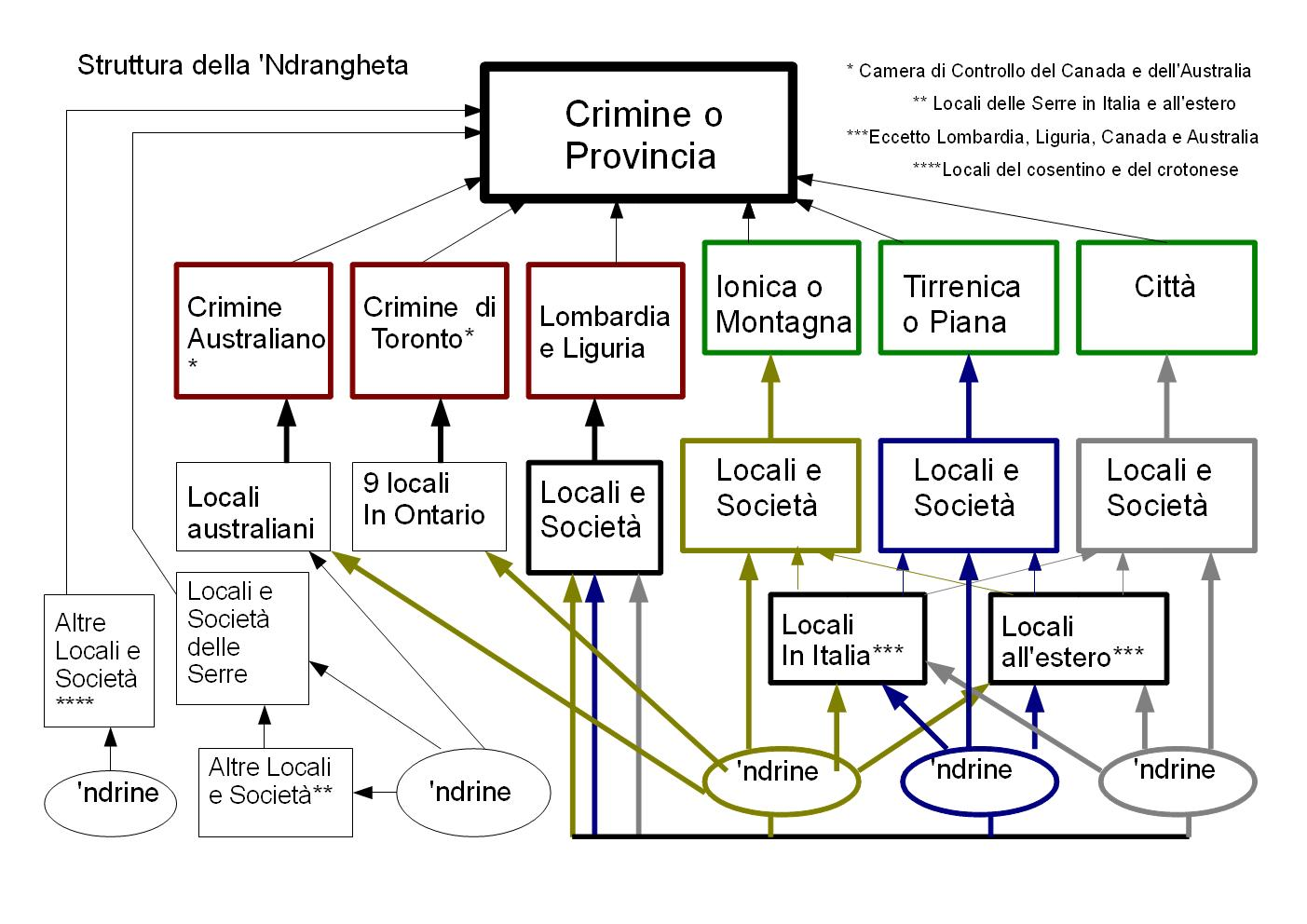
Struktur der ’Ndrangheta

Nach den Worten von Staatsanwalt Piero Grasso, Italiens Antimafiachef, ist die ’Ndrangheta extrem „hierarchisch, vereinigt und pyramidal“ und nicht nur klanbasiert aufgebaut.
Der Baum mit seinen fünf Elementen gilt als Symbol der ’Ndrangheta: Der Stamm stellt den Capo, den Boss, dar. Der Contabile ist als Finanzverwalter und Buchhalter der tragende Ast, gefolgt vom Starkast Camorrista als Soldat. Der Picciotto als Schütze stellt den Schwachast dar, zuletzt der Neuling Fiore als Zweig. Die symbolträchtigen Zahlen Fünf und Sieben finden sich auch in der Struktur der Führung wieder: die fünf Führungsmitglieder der niederen Gesellschaft Società Minore und sieben Führungsmitglieder der oberen Gesellschaft Società Maggiore.
Die Gliederung erfolgt innerhalb der Struktur und gliedert sich in sieben Dienstgrade auf.
1. Medaglione oder Capo Provincia: koordiniert die Locali, bewacht die Traditionen und löst interne Konflikte
2. Contabile: verwaltet die Finanzen der ’Ndrina
3. Capo Crimine: plant und koordiniert
4. Capobastone: steht an der Spitze einer ’Ndrina und entscheidet über Leben und Tod eines Mitglieds
5. Camorrista di Sgarro und Camorrista di sangue: der Soldat, auch: Picciotto: der Exekutor – Schütze
6. ’Ndrinu: ein einfaches Mitglied. Im Volksmund auch ’Ndranghetisti genannt.
7. Fiore: der Anwärter bzw. Neuling[5]

In Deutschland verfügt die ’Ndrangheta nach Ansicht von Ermittlern über ein eigenes Aufsichtsgremium, den Crimine di Germania. Das Gremium soll zwischen den Interessen der einzelnen Familienclans vermitteln und so Streit oder gar blutige Auseinandersetzungen wie in Duisburg 2007 verhindern. Deutschland ist das einzige europäische Land außerhalb ihrer Heimat, in dem die kalabrische Mafia über solch ein übergeordnetes Gremium verfügt.
Es steht in direktem Kontakt zum Crimine di Polsi, dem obersten Aufsichtsgremium der ’Ndrangheta.

### Aufnahmerituale
In der Gegend um Lecco in der Lombardei gelang es der Polizei im Mai 2014, heimlich den Initiationsritus der ’Ndrangheta bei einem Abendessen in einem Restaurant zu filmen. Die Begrüßungsformel lautete: Buon vespero e santa sera ai santisti (deutsch: „Ein gutes Abendessen und eine gesegnete Nacht an unsere heiligen Brüder“). Santisti ist eine Hierarchiebezeichnung der ’Ndrangheta. Anschließend wurden die italienischen Nationalhelden Garibaldi, Mazzini und La Marmora angerufen.
Der Vorsitzende fuhr fort: „In Demut nehme ich an der heiligen Gesellschaft teil. Sprecht mir nach: ,Ich schwöre, alles abzustreiten. Bis zur siebten Generation. […] Um die Ehre meiner weisen Brüder zu bewahren. Unter dem Licht der Sterne und der Schönheit des Mondes forme ich die heilige Kette.“ Am Ende wurden erneut die drei Nationalhelden angerufen.
Die neu Aufgenommenen mussten versprechen, dass sie sich bei schweren Verfehlungen entweder mit Gift umbringen oder sich erschießen werden. „Nicht die Menschen urteilen über euch, sondern ihr selbst. Ihr müsst immer eine Kugel für euch übrig haben.“
Bei Durchsuchungen im Rahmen der Operation „Archimedes“ wurde am 23. September 2014 ein kleines Heft mit Notizen gefunden. Über drei Seiten wurden Initiationsriten der kalabrischen Mafia aus San Luca aufgefunden, deren Inhalt mit Ziffern und Buchstaben verschlüsselt war. Der „Kodex von San Luca“ beschreibt die traditionelle Taufe. Der sogenannte puntaiolo ist für das Ritual zuständig. Er spricht die Leitsätze: „Wie erkennt man einen jungen Ehrenmann? An einem goldenen Stern auf der Stirn, einem Ritterkreuz auf der Brust und einer goldenen Palme in der Hand. Und wie kommt es, dass ihr diese schönen Dinge habt und man sie nicht sieht? Weil ich sie im Fleisch, auf der Haut und in den Knochen trage.“ Zu solchen „Taufen“ werden die wichtigsten Clanchefs geladen, in der Regel fünf Personen.
Mit der Begrüßungsformel Buon vespro und der Drohung „Wer immer diesen Ort verletzt, wird mit drei bis fünf Dolchstößen in den Rücken bestraft“ wird der Ort der Taufe zu einem heiligen Ort. Es folgt der Blutzoll des Neulings, der seinen Finger in ein Messer drücken muss, um das Blut fließen zu lassen.
Anschließend schwört er dreimal hintereinander: „Ich schwöre bis in die siebte Generation hinein der kriminellen Gesellschaft, die mich als ihr Mitglied anerkennt, treu zu bleiben, um die Ehre meiner weisen Brüder zu bewahren.“ Vor dem Neuling liegen ein Revolver und ein Heiligenbild, das die Jungfrau Maria oder den heiligen Georg zeigt und nach dem Schwur verbrannt wird. Die Verbrennung symbolisiert die Unumkehrbarkeit der Aufnahme in die Gemeinschaft der ’Ndrangheta.
Die Schwüre unterscheiden sich von Clan zu Clan. Beispielsweise wurde in Süditalien ein Aufnahmeritual heimlich gefilmt, bei dem der Schwur lautete: „An diesem heiligen Abend, in der Stille der Nacht, unter dem Licht der Sterne und dem Glanz des Mondes, forme ich diese heilige Kette.“

### Die sieben Prinzipien
Laut Angaben aus dem Jahr 2000 soll die ’Ndrangheta nach sieben Regeln funktionieren:
- Umiltà („Demut“) – Demut gegenüber anderen „Ehrenwerten“ und der Bevölkerung
- Fedeltà („Treue“) – Treue, deren Bruch mit dem Tod bestraft wird
- Politica („Politik“) – Geheimsprache zwischen den „Ehrenwerten“, bei der die Wahrheit zu sagen das oberste Gebot ist
- Falsa Politica („Falsche Politik“) – Sprache gegenüber Polizisten und Verrätern, die nie die Wahrheit erfahren dürfen
- La Carta („Das Papier“) – alle wichtigen Ereignisse werden aufgeschrieben
- Il Lapis („Der Stift“) – der Boss ist verpflichtet, eine geheime Chronik zu führen
- Il Coltello – („Das Messer“) – die Interessen der Organisation stehen an erster Stelle und müssen bis zum Tode beschützt werden

## Geschichte

### 19. Jahrhundert
Der Gründungsmythos der ’Ndrangheta bezieht sich auf eine Sage der drei spanischen Ritter Osso, Malosso und Carcagnosso, die in Toledo einen Edelmann ermordeten, um die Ehre ihrer Schwester zu retten und für 29 Jahre Zuflucht auf der sizilianischen Insel Favignana fanden. Aus Zorn über die ungerechte Behandlung ersannen und verfeinerten sie die Regeln der Ehrenwerten Gesellschaft, begründeten das Gesetz der Omertà und die Geheimgesellschaften Osso di Cosa Nostra in Sizilien, Mastrosso di ’Ndrangheta in Kalabrien, Carcagnosso di Camorra in Neapel.
Das durchweg gebirgige Kalabrien mit seinen schmalen Küstenstreifen war bis ins 19. Jahrhundert für Reisende und königliche Beamten und Soldaten nur mit großen Hindernissen zu erreichen, zumal auch kulturell, wirtschaftlich und strategisch unbedeutend. Das ohnehin arme landwirtschaftlich geprägte Land wurde wiederholt durch verheerende Naturkatastrophen, wie die Erdbeben von 1783 und 1894, von gesellschaftlichen und wirtschaftlichen Entwicklungen benachteiligt.
1869 endete die Eisenbahn in Eboli, eine Anreise zum über 400 km entfernten Reggio Calabria war nur mit einer mehrtägigen Kutschreise möglich. 1871, zehn Jahre nach der Begründung des Königreichs Italien, zählte man 87 % Analphabeten. Nicht ein einziges Schriftstück aus den 1860er- und 1870er-Jahren, weder Regierungsdokumente, Reiseerzählungen oder Erinnerungen der Einheimischen lassen auf eine beharrliche Präsenz starker Banden oder krimineller Bruderschaften schließen. Ein Bandenwesen in Kalabrien machte nur sporadisch von sich reden. Während die erschreckende Macht von Mafia und Camorra in Sizilien und Kampanien bekannt war, hatten Regierung und Bevölkerung an der Südspitze des Festlandes weniger Sorgen um das organisierte Verbrechen, als um zwielichtige Kommunalverwaltungen, die vielerorts Holzeinschlag und -handel und dubiose Getreidebanken kontrollierten.
Ab Mitte der 1880er-Jahre war Reggio an die Eisenbahn angeschlossen. Nach ersten offiziellen Berichten trieb „eine Gruppe Mafiosi und Camorristi“ in Reggio Calabria ihr Unwesen und es gedeihten „kriminelle Vereinigungen der Maffia“ im Aspromonte-Gebiet. Die Begriffe Mafiosi und Camorristi bezogen sich auf die Herkunft der Täter. In den folgenden Jahren erlebten die Provinzen Reggio Calabria und Catanzaro eine explosionsartige Ausbreitung des Bandenwesens.
Von den wenigen Dokumenten aus dem 19. Jahrhundert beschäftigen sich zwei mit den Dörfern Africo und Palmi. Palmi, vom Weinbau geprägt, war mit 13.000 Einwohnern das Verwaltungszentrum der gesamten Ebene von Gioia Tauro und verfügte über Polizeistation, Gericht und Gefängnis. 1888 berichtete die örtliche Zeitung von Rasiermesserschnitten und rituellen Messerkämpfen in Wirtsstuben und Bordellen.
Innerhalb weniger Wochen geriet das Ganovenproblem außer Kontrolle, gewöhnliche Bürger trauten sich nicht mehr aus ihren Häusern. Während zunächst noch Glücksspieler und Prostituierte mit Gewalt erpresst wurden, griffen die picciotti jetzt Grundbesitzer an, neben Einbrüchen und vandalistischen Taten wurde nun Schutzgeld eingetrieben, der Grundstein für Territorialmacht jeder Mafia. Von Palmi aus verbreitete sich das Unwesen im gesamten Gebiet der Ebene von Gioia Tauro und im gebirgigen Hinterland.
Erst nach einem Angriff auf einen Regierungsangestellten stellte man 1889 24 Männer vor Gericht, denen der 60-jährige Schuster capo Francesco Lisciotto vorstand. Bis auf drei saßen bereits alle früher schon im Gefängnis. 1890 wurden zwei Gruppen von 96 Personen aus Iatrìnoli und Radicena angeklagt. Der Richter hielt fest, dass die Banden im Jahre 1887 entstanden seien und ihren Ursprung im Bezirksgefängnis in Palmi hatten.
Die Verurteilung von 150 Männern aus der Ebene von Gioia Tauro im Jahre 1892 durch das Gericht in Palmi brachte zunächst Beruhigung ins kriminelle Geschehen der gesamten Region. Doch blühte die Picciotteria nach dem Erdbeben von 1894 im bekannten Maße mit Raubüberfällen und Schutzgelderpressungen wieder auf. Nach einer weiteren Verhaftungswelle im September 1896 wurden in Geständnissen Details zu Ritualen, Rangordnungen und Funktionen in den Zellen der Oberen und Unteren Gesellschaft, wie die Bestallungen von Buchhaltern, bekannt. Diese Reglements und die Erscheinungsbilder der picciotti entsprechen im Wesentlichen den Gepflogenheiten der sizilianischen und kampanischen Banden, deren Mitglieder im Gefängnis in Palmi inhaftiert waren und nach der Entlassung sich in den kalabrischen Gebieten niedergelassen hatten.
Zwischen 1885 und 1902 wurden nach Berichten eines örtlichen Staatsanwalts 1854 Personen vor Gericht gestellt, verurteilt und inhaftiert. Diese Entwicklung blieb im übrigen Italien vollkommen unbekannt, weder wurde sie im Parlament noch in überregionalen Zeitungen, Kunst und Literatur thematisiert.

### 20. Jahrhundert
Unter der faschistischen Herrschaft Mussolinis gelang es nicht, diesen kriminellen Organisationen das Handwerk zu legen, auch wenn die italienische Mafia damals insgesamt unter großen Druck geriet.
Nach dem Zweiten Weltkrieg passten sich die Organisationen schnell den neuen Zeiten an. Von einer Regionalregierung der ’Ndrangheta, die sozusagen die Organisation nach dem „Führerprinzip“ regiert, gehen die Justizstellen jedoch nicht aus. Vielmehr ist es eine dezentrale Führung nach „föderalem“ Prinzip. Eine stärkere Rolle als bei der sizilianischen Mafia und der Camorra spielen dabei verwandtschaftliche Bindungen zwischen den Mitgliedern der einzelnen lokalen Gruppen.
Ab den 1950er-Jahren machten Kriminelle aus Kalabrien in ganz Italien durch zahlreiche Entführungen Schlagzeilen. Sie verschleppten reiche Unternehmer, oft auch deren Kinder, und hielten sie in Verschlägen im Aspromonte gefangen. Mit den Lösegeldern verdienten sie Millionen, die sie später in andere Geschäftsfelder, etwa den Zigaretten- und den Rauschgiftschmuggel investierten. Zahlreiche Entführungen in den 1960er- und 1970er-Jahren sorgten für Aufmerksamkeit, weil viele Opfer aus den nördlichen Provinzen Italiens stammten.
Ab den 1950er-Jahren begannen sich die Aktivitäten zu diversifizieren und reichten vom Drogenhandel auf internationaler Ebene (Siderno-Gruppe) bis zur Infiltration in Verträge für die Autobahn Salerno-Reggio Calabria und das Industriegebiet von Gioia Tauro in den 1970er-Jahren. Der Erlös des Geldes wird im Ausland reinvestiert und gewaschen. In den 1960er-Jahren breitete sich die ’Ndrangheta nach Norditalien und besonders im Ausland aus. Dabei änderte sie allmählich ihr „Geschäftsmodell“: weniger Entführungen, dafür Drogenhandel und Prostitution, Geldwäsche und Verwicklungen mit der Politik.
Der Erste 'Ndrangheta-Krieg begann 1974 als Konflikt zwischen zwei Fraktionen der 'Ndrangheta: der alten Garde, die sich an traditionellere kriminelle Aktivitäten wie Schutzgelderpressung und Viehdiebstahl hielt, und einer neuen Generation von Gangstern, die den Drogenhandel als neue Einnahmequelle erschließen wollten. Die alte Garde, angeführt von dem mächtigen Boss Don Antonio Macrì aus der Locride-Region und Don Mico Tripodo, waren gegen den Drogenhandel und die Zusammenarbeit mit der politischen Welt. Die neue Generation, angeführt von der starken Hauptfigur Don Mommo Piromalli aus der Piana di Gioia Tauro-Region und den De Stefanos, waren offen für diese neuen Aktivitäten. Der Krieg begann am 24. November 1974 mit dem Mord an Giovanni De Stefano, einem Sohn von Paolo De Stefano. Die De Stefanos antworteten mit einer Reihe von Morden an Mitgliedern der alten Garde.
Am 20. Januar 1975 wurde Don Antonio Macrì ermordet, der gerade in Siderno mit dem Boulespielen fertig war, von einem Kommando getötet. Die Mörder waren rücksichtslos, mit unverhüllten Gesichtern feuerten sie zwei letzte Schüsse ab (in die Brust und in den Kopf). Sie verwundeten auch den Leibwächter von Sidernos Paten Francesco Commisso. Am 26. August 1976 wurde Don Mico Tripodo im Gefängnis von Poggioreale ermordet.
Der Krieg endete mit der Ermordung von Giorgio De Stefano, er wurde am 7. November 1977 auf einem 'Ndrangheta-Gipfel in Santo Stefano in Aspromonte in eine Falle gelockt, von Giuseppe Suraci ermordet. Der abgetrennte Kopf des Attentäters wurde buchstäblich auf einem Silbertablett dem neuen De Stefano-Chef Paolo De Stefano gebracht, um dessen Zorn zu besänftigen. Giorgio De Stefano war ein ehrgeiziger Mann, der sich zum Oberhaupt der gesamten 'Ndrangheta aufschwingen wollte. Der Krieg führte zu einer Welle von Gewalt, in der 233 Menschen getötet wurden. Die neuen Führer gewannen schließlich den Krieg und setzten ihre neue Agenda durch. Die Folgen des ersten 'Ndrangheta-Krieges waren weitreichend.
Die neue Generation von Gangstern wurde geschwächt, aber sie überlebte. In den folgenden Jahren gelang es der neuen Generation von ’Ndranghetisti, wie der aufstrebenden De Stefano ’ndrina, die Kontrolle über die 'Ndrangheta zu übernehmen und sie in eine neue Ära des Drogenhandels und der politischen Korruption zu führen. Der Krieg hatte auch Auswirkungen auf die italienische Gesellschaft, er zeigte, dass die Mafia eine ernstzunehmende Bedrohung für die öffentliche Ordnung darstellte. Der erste 'Ndrangheta-Krieg war ein Wendepunkt in der Geschichte der italienischen Mafia. Er führte zum Aufstieg einer neuen Generation von Gangstern und veränderte die Art und Weise, wie die Organisation operiert. Die 'Ndrangheta wurde zu einer global operierenden Drogenorganisation und infiltrierte die politische und wirtschaftliche Welt Italiens. Ab den 1980er-Jahren verdiente die ’Ndrangheta zunehmend ihr Geld mit Giftmüll und das Geschäft entwickelte sich zu einer ihrer wichtigsten Geldquellen.
Der Zweite 'Ndrangheta-Krieg war ein blutiger Konflikt zwischen verschiedenen Clans der 'Ndrangheta, der von 1985 bis 1991 dauerte. Er forderte 621 bestätigte Tote, obwohl die Zahl zwischen 500 und 1000 schwankt, und gilt als eines der brutalsten und blutigsten Ereignisse in der Geschichte aller Mafias. Der Krieg brach aus, weil die verschiedenen 'ndrine, die völlig unabhängig voneinander waren, keine Vereinbarung über die Verwertung ihres enormen Kapitals getroffen hatten, das sie angehäuft hatten.
Der Beginn des Krieges brach in der Stadt Reggio Calabria aus, wo es zu Problemen zwischen den Imerti und den De Stefanos kam, weil die De Stefanos ihre Macht bis nach Villa San Giovanni, dem Territorium der Imerti, ausdehnen wollten. Giuseppina Condello, Schwester der Condello-Brüder, Unterhäuptlinge der De Stefanos, heiratet 1983 Antonio Imerti aus dem gleichnamigen Clan von Villa San Giovanni.
Dieses Bündnis hätte die De Stefanos geschwächt und am 11. Oktober 1985 erlitt Antonio Imerti, bekannt als "wilder Zwerg", Boss der gleichnamigen 'ndrina, einen Angriff, vor dem er sich retten konnte: Eine Autobombe wurde in der Nähe seines Panzerwagens in der Villa San Giovanni gezündet. Seine Leibwächter starben, aber er nicht. Zwei Tage später wurde Paolo De Stefano auf einem Motorrad im Stadtteil Archi in Reggio Calabria von fünf Männern getötet, die Antonio Imerti gehörten.
Dies führte zu einem offenen Krieg zwischen den beiden Clans und ihren jeweiligen Verbündeten. Die Clans von Pasquale Condello, Antonio Imerti, Paolo Serrainoie, die Saracenos, die Fontanas, die Lo Giudices und Diego Rosmini schlossen sich den Imertis an, während die De Stefanos, die jetzt von Orazio, dem Bruder von Paolo, angeführt wurden, die Clans um Giovanni Tegano, Domenico Libri, die Barreca, die Paviglianiti, die Zitos, und Antonino Latella um sich scharten.
Um die Bindung zu den Teganos zu stärken, heiratete Orazio De Stefano am 2. Dezember 1985 die Nichte von Giovanni Tegano, Antonietta Benestar. Im Januar 1988 wurden die Brüder Paolo und Domenico Condello, die Täter des Mordes an Paolo De Stefano, festgenommen.
Domenico Libri wurde dann neuer Kopf der Allianz mit Giovanni Tegano. Domenicos Sohn Pasquale Rocco Libri wurde im September 1988 während des Hofgangs im Gefängnis von einem Scharfschützen getötet. Der Krieg wurde mit äußerster Brutalität geführt. Es wurden nicht nur Mitglieder der rivalisierenden Familien getötet, sondern auch unbeteiligte Zivilisten. Der Krieg war gekennzeichnet durch extreme Brutalität. Die Clans bedienten sich von Scharfschützen, Bombenanschlägen und sogar von Selbstmordanschlägen.
Der Krieg endete schließlich 1991 mit einem Waffenstillstand, Antonino Mammoliti war der Garant für die Imertis, während Antonio Nirta für die De Stefanos und Domenico Alvaro, Chef des Sinopoli-Clubs, als dritter Vermittler fungierten. Beteiligte Mitglieder der Cosa Nostra, darunter Leoluca Bagarella, schlugen vor, ein Kollegialorgan ähnlich wie die Sizilianische Mafia-Kommission einzurichten, um künftig über Veränderungen in der Organisation entscheiden und interne Machtkämpfe eindämmen zu können. Diese Einrichtung besteht aus den führenden ’Ndranghetisti. Sie wird La Provincia genannt und ist auch als camera di controllo oder camera di canalizzazione bekannt.
Die Einflussgebiete der 'ndrine in der Provinz Reggio Calabria wurden in drei Makroregionen unterteilt: La Piana (Piana di Gioia Tauro), La Montagna (La Locride) und La Città (Reggio Calabria).
Die ’Ndrangheta wurde bis in die späten Nachkriegsjahre, im Gegensatz zur Camorra und Cosa Nostra, aufgrund der dünnbesiedelten und politisch irrelevanten süditalienischen Region national und international kaum wahrgenommen. Sie profitierte jahrzehntelang davon, dass sie von den staatlichen Stellen als harmloser als die sizilianische Cosa Nostra und die neapolitanische Camorra erachtet wurde. Bis in die 1990er-Jahre war die Cosa Nostra in der Tat die mächtigste Mafia-Organisation, doch als diese nach 1992 unter immer stärkeren Verfolgungsdruck geriet, konnte die ’Ndrangheta in vielerlei Hinsicht ihren Platz einnehmen.
1998 nahm die deutsche Polizei Giorgio Basile fest, einen Auftragsmörder des Clans. Er sagte mehrfach gegen die Organisation aus und lebt seitdem mit neuem Namen im Zeugenschutzprogramm. Der Spiegel-Redakteur Andreas Ulrich schrieb ein Buch über ihn.

### 2000er- und 2010er-Jahre
Zu Beginn des 21. Jahrhunderts zog die ’Ndrangheta mit gewalttätigen Aktionen Aufmerksamkeit auf sich und begann dadurch unter Druck zu geraten. Im Oktober 2005 ließ sie den zweiten Vorsitzenden der Regionalversammlung Francesco Fortugno, einen für sie unbequemen Politiker, vor einem Wahllokal erschießen.
Auch die Mafiamorde von Duisburg 2007 und die Detonation einer Bombe vor der Staatsanwaltschaft in Reggio Calabria im Jahr 2010 schreckten die Öffentlichkeit auf.
Der italienische Staat versuchte immer wieder, Herr der Lage zu werden. Beispielsweise stürmten 2003 insgesamt über 1000 Polizisten die Gemeinde Platì, wobei 131 Verdächtige festgenommen wurden. Nach zehn Jahren Fahndung konnte Giuseppe Bellocco, der Anführer des Bellocco-Clans, am 17. Juli 2007 festgenommen werden.
Einen der ranghöchsten Führer der Organisation, den 57-jährigen Pasquale Condello, Spitzname Il Supremo („Der Größte“), nahm die italienische Polizei am 19. Februar 2008 in Reggio Calabria fest.
Die italienische Polizei fasste im April 2010 in Reggio Calabria den 70-jährigen Giovanni Tegano, ein führendes Mitglied der ’Ndrangheta. Tegano, der 17 Jahre lang auf der Flucht war, gehörte zu den 30 meistgesuchten Verbrechern Italiens. Seit 1995 war nach ihm mit einem internationalen Haftbefehl gefahndet worden. Wegen Mordes, Waffenschmuggels und Bildung einer verbrecherischen Vereinigung war er in Abwesenheit zu einer lebenslangen Freiheitsstrafe verurteilt worden.
Die Operation „Crimine“ endete am 13. Juli 2010 mit der Verhaftung von 305 ’Ndranghetisti. Es war der größte Polizeieinsatz seit 15 Jahren. Bei der Razzia mit etwa 3000 Justizbeamten wurde der mutmaßlich höchste ’Ndrangheta-Anführer Domenico Oppedisano gefasst. Er war zuvor gemeinsam mit anderen Führungsfiguren während der Wallfahrt der Madonna von Polsi gefilmt worden. Die Ermittlungen ergaben, dass sich mittlerweile eine der Mafia vergleichbare Kontrollgruppe gebildet hatte. Eine spezielle Gruppe innerhalb der Organisation sollen die im italienischen Norden tätigen Mitglieder darstellen (Lombardia).
Das zuständige Gericht in Reggio Calabria verurteilte 93 Angeklagte zu Haftstrafen von insgesamt 568 Jahren, darunter den 65-jährigen angeblichen Clan-Chef Giuseppe Commisso zu 14 Jahren und 8 Monaten und den 81-jährigen Domenico Oppedisano, der nach Angaben der Justiz der „Hüter der Regeln“ der kriminellen Gruppierung war, zu zehn Jahren Haft.
Am 19. November 2011 endete in Mailand ein Massenprozess gegen 119 Mitglieder der ’Ndrangheta mit 110 Schuldsprüchen. Nach Ansicht des Gerichts betrieben sie in über 15 regionalen Organisationen kriminelle Geschäfte. Zentrum der Aktivitäten war das Bauwesen. Zudem versuchten sie Einfluss auf die Politik zu nehmen. Die höchste Strafe von 16 Jahren erhielt Alessandro Manno.
Am 11. Oktober 2012 wurde bekannt, dass nach fast 20 Jahren Flucht einer der letzten Mafiabosse der ’Ndrangheta gefasst wurde: Domenico Condello wurde in einem Vorort der Provinzhauptstadt Reggio Calabria verhaftet.
Im Juni 2014 exkommunizierte Papst Franziskus bei einem Besuch in Kalabrien alle Mitglieder der ’Ndrangheta (Excommunicatio ferendae sententiae). Sie seien exkommuniziert, weil sie die „Straße des Guten“ verlassen hätten, sagte der Papst bei einem Gottesdienst in Cassano all’Ionio vor mehr als 200.000 Menschen. Am selben Tag hatte Franziskus in einem Gefängnis mit Angehörigen eines drei Jahre alten Jungen gesprochen, der in einem Auto verbrannt war. Der Junge war wahrscheinlich bei einer Fehde zwischen rivalisierenden Clans getötet worden.
Am 30. Januar 2016 wurden in einem Betonbunker nahe Maropati durch die Polizia di Stato die seit mehreren Jahren gesuchten Bosse der ’Ndrangheta, Giuseppe Crea und Giuseppe Ferraro, gefasst.
Der 37-jährige Crea war seit 10 Jahren auf der Flucht, der 48-jährige Ferraro bereits seit 18 Jahren.
Am 5. Oktober 2016 konnte Antonio Pelle, Spitzname La Mamma, in einem Bunker unter seinem Haus in der Kleinstadt Bovalino festgenommen werden. Er galt als Boss des Pelle-Vottari-Romeo-Clans in der ’Ndrangheta-Hochburg San Luca. Nach dem Mord an der 33-jährigen Maria Strangio aus dem Nirta-Strangio-Clan am 25. Dezember 2006 war er zu 13 Jahren Haft verurteilt worden.
Während der Haft war er in ein ziviles Krankenhaus verlegt worden, aus dem er am 15. September 2011 flüchten konnte.
Am 19. Februar 2018 wurden die Operationen „Martingale“ und „Vello d’oro“ („Goldenes Vlies“) der Guardia di Finanza und der Direzione Investigativa Antimafia abgeschlossen. 41 Mitglieder der Clans Nirta-Strangio, Piromalli und Araniti wurden verhaftet, darunter viele Unternehmer. Immobilien und andere Vermögenswerte im Gesamtwert von über 100 Millionen Euro wurden beschlagnahmt.
Es ging um die Straftatbestände Bildung einer kriminellen Vereinigung, Erpressung und Entführung, Wucher, Geldwäsche, missbräuchliche Finanzgeschäfte und betrügerische Wertübertragung. Im Fokus standen Papierfabriken in der Toskana, die der Geldwäsche dienten. Bei der Geldwäsche wirkten Unternehmen im Ausland mit, insbesondere im Vereinigten Königreich, aber auch in der Slowakei, in Osteuropa und auf dem Balkan.
Im November 2018 wurde eine weitere Operation zur Bekämpfung der Glücksspiel- und Wettkriminalität mit der Festnahme von 18 Personen der Familien Tegano, De Stefano, Piromallo, Pesce und Bellocco und Beschlagnahme von Vermögenswerten von über 723 Millionen Euro aus 15 italienischen und 23 ausländischen Unternehmen mit Hauptsitz in Österreich, Malta, Rumänien, der Schweiz und den Niederländischen Antillen abgeschlossen.

### 2020er-Jahre
In einer Aktion mit dem Codenamen „Rinascita Scott“ hatten die italienischen Behörden im Dezember 2019 mehrere hundert Mitglieder und Unterstützer der ’Ndrangheta verhaftet, überwiegend des Mancuso-Clans aus Limbadi. Die von Oberstaatsanwalt Nicola Gratteri gewählte Bezeichnung Rinascita Scott („Wiedergeburt von Scott“) sollte posthum an den 2013 verstorbenen US-amerikanischen Drogenfahnder Sieben William Scott erinnern.
Im Januar 2021 begann in Lamezia Terme der daraus folgende Rinascita-Scott-Prozess mit einem Gerichtsverfahren gegen 350 Angeklagte, mutmaßliche Mitglieder und Helfer der ’Ndrangheta, einer der größten Mafia-Prozesse in der italienischen Geschichte. Die Beschuldigten wurden unter anderem wegen Mafia-Zugehörigkeit, Mordes, illegalen Waffenbesitzes, Drogenhandels, Erpressung und Geldwucher angeklagt.
Rund 200 Angeklagte wurden am 20. November 2023 verurteilt. Die höchsten Strafen erhielten mit je 30 Jahren Haft zwei ’Ndrangheta-Bosse. Der ehemalige Abgeordnete der Regierungspartei Forza Italia Giancarlo Pittelli wurde zu elf Jahren Gefängnis verurteilt, mehrere Ex-Polizisten und andere Beamte erhielten ebenfalls Haftstrafen. Das Verfahren gegen den obersten mutmaßlichen Clan-Boss Luigi Mancuso wurde abgetrennt.
Am 17. Februar 2022 wurden in den latinischen Küstenstädten Anzio und Nettuno mehr als 60 Menschen um den Gallace-Clan wegen internationalen Drogenhandels, Erpressung und illegalen Waffenbesitzes festgenommen, davon 39 inhaftiert. Darunter sind auch zwei Beamte, die Informationen an die Mafia weitergegeben haben sollen. Bei den Ermittlungen seit dem Jahr 2018 stellte sich heraus, dass die Clans durch Einschüchterung die Kontrolle über die lokale Wirtschaft und die Abfallentsorgung erlangen wollten und die öffentliche Verwaltung infiltrierten. Zwei namhafte Bosse lenkten den Kokainimport aus Südamerika, die Drogen wurden in einem Labor aufbereitet, um sie später im Süden Roms zu vertreiben.
Am 21. Juli 2022 wurde der flüchtige Antonio Gallace von den Carabinieri in Nettuno festgenommen und im sogenannten Appia-Prozess zu 20 Jahren Haft verurteilt.
Am 1. September 2022 meldete die Finanzpolizei die Festnahme von 202 Mitgliedern und Helfern der ’Ndrangheta um die Stadt Cosenza wegen Drogenhandels, Wettbetruges und Geldwäsche. Darunter waren Politiker und hochrangige lokale Behördenvertreter. Es wurden Immobilien und Gegenstände im Wert von mehr als 72 Millionen Euro sichergestellt und beschlagnahmt.
Im Zusammenhang mit dem Betrieb von Flüchtlingsheimen wurden 33 Mitglieder des Arena-Clans am 2. September 2022 wegen Geldwäsche, Wucher und Hehlerei festgenommen. Bei den Durchsuchungen in zwölf Provinzen von Nord- bis Süditalien und auf der Insel Sardinien wurden Güter im Gesamtwert von rund 6,5 Millionen Euro beschlagnahmt.
Mindestens sieben Unternehmen in der Lombardei, Umbrien und Kalabrien hatten falsche Rechnungen im Wert von rund 20 Millionen Euro ausgestellt, um illegale Einkünfte des Arena-Clans zu waschen. Die Ermittlungen richten sich auch gegen Buchhalter, die Möglichkeiten zur Steuerhinterziehung ausgearbeitet hatten und gegen Angestellte der Steuerbehörden wegen Korruption.
Bei Durchsuchungsmaßnahmen bei insgesamt 140 Verdächtigen am 1. Dezember 2022 im Umfeld des berüchtigten Bellocco-Clans aus Rosarno, nahe der Hafenstadt Gioia Tauro, wurden auf dem süditalienischen Festland 65 und im nördlichen Brescia 13 Verdächtige wegen Drogenhandels, Geldwäsche und Erpressung festgenommen. Nach dem Tod des langjährigen Oberhauptes Umberto Bellocco (* 1937) am 22. Oktober 2022 habe dessen Enkel die Führung übernommen. Gioia Tauro gilt als wichtiger Umschlagpunkt im internationalen Drogenhandel.
In der Vergangenheit machten die Behörden des Hafens in Schiffscontainern aus Südamerika gewaltige Kokainfunde mit Millionenwert.
Am 19. Januar 2023 wurden bei Festnahme- und Durchsuchungsmaßnahmen gegen den Mancuso-Clan, der Gebiete um den Touristenort Tropea kontrolliert, in verschiedenen Orten Kalabriens, sowie in Palermo, Rom und Mailand, 56 Personen festgenommen. Ihnen wird Drogenhandel, Erpressung, Gewalt, Korruption, illegaler Waffenbesitz und der Transport und Verkauf gestohlener Landmaschinen nach Malta und Rumänien vorgeworfen. Unternehmensbeteiligungen und Bankkonten im Wert von 250 Millionen Euro wurden sichergestellt.
Der bereits inhaftierte Clan-Chef Luigi Manusco steht schon seit einem Jahr vor Gericht.
Im April 2023 wurde mit Pasquale Bonavota, einer der meistgesuchten italienischen Kriminellen, ein weiteres hochrangiges Mitglied der ’Ndrangheta, der 2018 wegen zweifachen Mordes zu lebenslanger Haft verurteilt worden und seither untergetaucht war, in Genua festgenommen.
Am 3. Mai 2023 begann die internationale Operation „Eureka“ gegen die ’Ndrangheta, in zehn Ländern, darunter Belgien, Deutschland, Italien, Frankreich, Portugal, Slowenien, Spanien, Rumänien, Brasilien und Panama wurden Einsätze und Vollstreckungen durchgeführt. Dabei kam es zu 30 vollstreckten Haftbefehlen in Deutschland und 150 festgenommenen Personen international. Die „Operation Eureka“ basiert auf einer Untersuchung der belgischen Behörden, die bereits 2018 begonnen hatte.

## Die Frauen der ’Ndrangheta

### Rolle der Frauen
In der Frühphase der kalabrischen Mafia gehörte die Zuhälterei zum Kerngeschäft, etliche Frauen einer ’ndrina waren Prostituierte. Zwischen den beiden Weltkriegen wandelte sich die Rolle der Frauen, sie wurden zunehmend zu Akteurinnen in dynastischen Ehebündnissen.
Zu den Pflichten der Frauen gehörte es, ihre Männer zu Vergeltungsaktionen anzuhalten, Waffen zu verstecken, Botschaften an Gefangene zu überbringen und die Kinder in der Kultur der Gewalt zu erziehen. Einige ’Ndrangheta-Frauen wurden sogar mit der Vermögensverwaltung betraut, einige dürfen den Titel „Schwester der Omertà“ führen.
Frauen bleiben aus den Kommandostrukturen ausgeschlossen, es gibt weder weibliche Offiziere in den locali noch dürfen sie initiiert werden. Eine Ausnahme ist Caterina Giancotti (* 1977), die eine Rolle als rechte Hand des Sohnes eines Clan-Chefs spielen durfte. Festnahme- und Durchsuchungsmaßnahmen am 22. November 2022 gegen einen ’Ndrangheta-Zweig in der lombardischen Stadt Rho richteten sich gegen 49 Menschen – darunter auch fünf Frauen.
Die neuen Patinnen agieren genauso kaltblütig wie die Männer. Dies zeigen Gespräche aus Telefonüberwachungen mit Aussagen wie „Ich werde deine Leber und die dieser zwei beschissenen Ratten essen“, „Heute komme ich zu dir nach Hause und prügele dich tot“ und „Denke daran, dass sie mir ein Stück bringen werden von dir“.

### Gewalt gegen Frauen
Die veränderte Rolle der Frauen der ’Ndrangheta bewahrt sie nicht davor, um der männlichen Ehre willen misshandelt, verstümmelt oder getötet zu werden. Details dazu sind aus Gerichtsverfahren bekannt, in denen es um Ehrenmorde ging. Laut einem Bericht aus dem Jahr 2012 sollen allein in der Gegend um Gioia Tauro rund 20 Frauen von ihren männlichen Angehörigen getötet worden sein. Einige Beispiele:
- Annunziata Pesce aus dem Pesce-Clan wurde im Jahr 1981 wegen einer außerehelichen Beziehung auf Befehl des Paten Don Pepe ermordet. Giuseppina Pesce bestätigte 2012 in einem Gerichtsprozess die Regel des Ehrenkodex: „Die Frau, die betrügt oder die Familie entehrt, muss mit dem Tod bestraft werden.“[100]
- Maria Teresa Gallucci, die Witwe eines ’Ndranghetista, ging ein Liebesverhältnis mit einem Angehörigen eines anderen Clans ein. Nach dem Ehrenkodex beschmutzte sie dadurch das Andenken ihres verstorbenen Ehemannes. Um die Ehre der Familie wiederherzustellen, wurde der Liebhaber der Frau am 4. November 1993 mit neun Schüssen in den Unterleib getötet. Am 18. März 1994 wurden dann auch Maria Teresa Gallucci, ihre Mutter und eine Nichte im Auftrag des Clan-Chefs erschossen.[101][102]
- Maria Concetta Cacciola wurde im Alter von 13 Jahren mit Salvatore Figliuzzi aus dem Bellocco-Clan verheiratet. Als sie die unglückliche Ehe nicht länger ertragen wollte, sagte ihr Vater nur: „Das ist deine Ehe und du wirst sie lebenslang behalten.“ Im Alter von 15 Jahren bekam sie das erste ihrer drei Kinder.[103] Salvatore Figliuzzi wurde 2002 zu acht Jahren Haft verurteilt. Maria Concettas Vater und ihr Bruder sperrten sie nun gemäß dem Ehrenkodex der ’Ndrangheta mit ihren Kindern zu Hause ein. Über das Internet fand sie einen Mann, mit dem sich eine zweijährige Liebesbeziehung entwickelte. Dies wurde 2010 ihrem Bruder und ihrem Vater durch anonyme Briefe bekannt. Wegen „Entehrung der Familie“ wurde sie körperlich schwer misshandelt. Am 11. Mai 2011 wurde sie zur Carabinieri-Station in Rosarno vorgeladen, als ihr ältester Sohn wegen Fahrens ohne Führerschein verhaftet wurde. Sie nutzte diese Gelegenheit, um ihre Notlage zu schildern. Am 29. Mai wurde sie ins Zeugenschutzprogramm aufgenommen und heimlich zunächst nach Cassano all’Ionio, dann nach Bozen und schließlich nach Genua gebracht. Kontakte zu ihrer Familie waren ihr verboten, doch aus Sehnsucht nach ihren Kindern nahm sie Kontakt mit ihrer Familie auf. Diese drohte ihr, sie werde ihre Kinder nie wiedersehen, wenn sie nicht zurückkomme. Daraufhin entschloss sie sich zur Rückkehr, obwohl sie damit rechnete, dass man sie umbringen würde. Am 2. August 2011 wurde sie von ihren Eltern und ihrem Bruder aus ihrem Versteck abgeholt. Zwölf Tage nach ihrer Rückkehr nach Rosarno wurde die 31-jährige Frau sterbend im Badezimmer aufgefunden. Sie war gezwungen worden, Salzsäure zu trinken.[104] Noch vor ihrer Beerdigung reichten ihre Eltern eine an den Justizminister, mehrere Staatsanwälte und die Polizei gerichtete Beschwerde ein, in der sie den Behörden vorwarfen, ihre psychisch kranke Tochter mit falschen Versprechungen ins Unglück gestürzt zu haben, so dass sie nun Selbstmord begangen habe. Im Zeugenschutzprogramm habe sie gelogen, sie habe inzwischen alles widerrufen. Zum Beweis legten sie eine Audiokassette und ein von Maria Concetta Cacciola unterschriebenes Dokument vor. Die Zeitung L’Ora della Calabria veröffentlichte eine Folge von Artikeln mit dem Titel Cronaca di un suicidio annunciato („Chronik eines angekündigten Selbstmords“). Die Behörden waren unter anderem aufgrund von abgehörten Telefonaten besser informiert. Zwei Anwälte der ’Ndrangheta hatten die junge Frau kurz vor ihrem Tod genötigt, die falschen Bekenntnisse auf Kassette aufzuzeichnen. Wegen des Mordes an Maria Concetta Cacciola wurden ihr Vater, ihre Mutter und ihr Bruder zu Haftstrafen verurteilt. Die beiden Mafia-Anwälte wurden unter anderem wegen Beihilfe zu Haftstrafen verurteilt. Einer der Anwälte entschloss sich daraufhin zur Zusammenarbeit mit den Behörden.[105]

Der Mord an Maria Concetta Cacciola war nicht der erste, den die ’Ndrangheta als Selbstmord zu deklarieren versuchte. In vielen anderen Fällen hat sie die Leiche verschwinden lassen und das Opfer wurde als vermisst gemeldet. Die Staatsanwaltschaft ließ deshalb im Jahr 2012 archivierte Fälle neu untersuchen, die laut den Akten bislang als Fall von Selbstmord oder als Vermisstenfall galten.

## Die heiligen Kühe der ’Ndrangheta
Der zweite ’Ndrangheta-Konflikt (1985–1991) hatte zur Folge, dass in dem Gebiet rund um Locri zahlreiche Hauskühe keine Besitzer mehr hatten, weil deren Eigentümer ermordet oder verhaftet worden waren. Die herrenlosen Tiere verwilderten und vermehrten sich unkontrolliert. Sie verwüsteten Felder und gefährdeten den Verkehr. Keiner wagte die Kühe zu vertreiben, einzufangen oder zu dezimieren, da die Clans sich weiterhin für die rechtmäßigen Eigentümer der Tiere hielten. Die Kühe galten als „unberührbar“ und wurden bald als le vacche sacre della ’ndrangheta (die heiligen Kühe der ’Ndrangheta) betrachtet.
Der pensionierte Arzt Fortunato La Rosa wagte es dennoch, Anzeige zu erstatten, nachdem das Vieh sein Eigentum verwüstet hatte. La Rosa war ein hoch angesehener Augenarzt, ehemals der Chefarzt der Augenabteilung des Krankenhauses von Locri. Er besaß 90 Hektar Ackerland, das ihm mit Hilfe von 50 beschäftigten Mitarbeitern ein beträchtliches Einkommen einbrachte. Aus Rache und zur Machtdemonstration wurde er am 8. September 2005 zwischen 12 und 13 Uhr ermordet, als er mit seinem Geländewagen auf der Strecke von Canolo nach Gerace nach Hause fuhr. Zwei Personen töteten ihn aus einem Hinterhalt mit drei Schüssen aus Vorderschaftrepetierflinten. 2015 wurden zwei Männer mit dem Vorwurf der Anstiftung zum Mord verhaftet. Es handelte sich um Giuseppe Raso (* 1941) und Domenico Filippone (* 1974), zwei Mitglieder des Raso-Filippone-Clans.
Nachdem die Situation im Hitzejahr 2017 unhaltbar wurde, gründete sich in Cittanova die Bürgerinitiative No Bull, der sich weitere anliegende Gemeinden anschlossen. Im Januar 2018 wurde eine polizeiliche Scharfschützeneinheit zur Tötung der Tiere gegründet, die bis 2022 bereits 400 Kühe erlegte.

## Dokumentationen

### Filme
- 2008: Das dunkle Business der ’Ndrangheta. Arte, Frankreich, 58 Min., Regie: Agnès Gattegno[109][110]
- 2008: Deutschland im Visier. Das geheime Netz der kalabrischen Mafia. BR, Deutschland/Italien, Regie: Christian Gramstadt und Markus Rosch[111]
- 2008: ’Ndrangheta – Das blutige Business einer Mafia. Frankreich, 85 Min., Regie: Corradino Durruti
- 2008: Im Netz der Mafia – Auf den Spuren der Mörder von Duisburg. ZDF, Regie: Ulrike Brödermann und Philipp Zahn[112]
- 2009: Uomini d’onore. Italien, 72 Min., Regie: Francesco Sbano
- 2011: Das Gesetz des Schweigens – Auf den Spuren der Mafia in Italien. ZDF, 44 Min., Regie: Antje Pieper
- 2014: Donne e lotta alle mafie. Frankreich, 44 Min., Regie: Barbara Conforti; deutsche Fassung: Die Frauen der Mafia, ZDFinfo, Erstsendung 2016[113][114]
- 2015: Operation weiße Weste – Der Vormarsch der Mafia in Europa. Deutschland/Italien, Regie: Edgar Wolf und Max Löschner
- 2016: Die Schweizer Mafia, Moconomy – Wirtschaft & Finanzen, 25 Min.[115]
- 2017: Maria und die Mafia in Deutschland – Eine Kronzeugin packt aus. Correctiv mit Extra – Das RTL-Magazin, 36 Min.[116]
- 2017: Das Gift der Mafia und das europäische Gesetz des Schweigens. Arte-Themenabend am 24. Oktober[117]
- 2018: Ins Land der geraubten Menschen: Italiens Entführungsindustrie. HR, 53 Min., Regie: Antonella Berta[118]
- 2020: Italien: Die Kindersoldaten der ’Ndrangheta. ARD Weltspiegel, 8 Min., Regie: Christian Gramstadt, Patrizia Venditti[119]
- 2020: Mafia in Deutschland – Insider packt aus!. ProSieben Galileo, 15 Min., Autor: Juri Höhne[120]
- 2021: Mafia-Kolonie Ostdeutschland – Der blinde Fleck der Deutschen Einheit. MDR, 44 Min. (Uncut), Regie: Margherita Bettoni, Axel Hemmerling und Ludwig Kendzia[121][122]
- 2021: Beate Krol, Ben Kaiser (Regie): Die italienische Mafia in Deutschland – Gut getarnt und unterschätzt in der SWR-Mediathek (59 Min.), abrufbar bis 28. Januar 2027, Planet Wissen
- 2022: Italien: Aus für die Mafia?. ARD Weltspiegel, 29 Min., Regie: Christian Gramstadt[123]
- 2023: Mafia in Deutschland: Razzia gegen Mafia-Organisation ‘Ndrangheta. WDR aktuell, 8 Min., Bericht: Kristina Klusen[124]
- 2023: Was will die Mafia in Rheinland-Pfalz?. SWR – zur Sache Rheinland-Pfalz!, 5 Min., Bericht: Frank Helbert[125]
- 2023: Mafia im Land: Auf den Spuren des organisierten Verbrechens. SWR – Zur Sache Baden-Württemberg!, 31 Min.[126]
- 2023: Grenzenloses Verbrechen – Mafia und Banken. Arte, 59 Min., Regie: Mathieu Verboud, Christophe Bouquet[127]
- 2023: Laura Garavini, ehemalige Abgeordnete Partito Democratico, über die Urteile gegen die italienische Mafia 'Ndrangheta. tagesschau24, 7 Min.[128]
- 2023: Gangsterjagd – Polizei im Kampf gegen die Mafia. MDR, 30 Min., Regie: Margherita Bettoni, Ludwig Kendzia, Axel Hemmerling[129]
- 2024: Claudia Kuhland: kultur: „Germafia“ – Wie die Mafia Deutschland übernimmt in der ARD-Mediathek (6 Min.), abrufbar bis 14. Mai 2026
- 2024: Pizzabäcker Mario – Der mächtigste Mafioso Deutschlands? Simplicissimus (YouTube-Kanal), 26 Min.[130]
- 2024: Mächtig und verschwiegen: So arbeitet die 'Ndrangheta in Deutschland. STRG_F (YouTube-Kanal), 40 Min.[131]

### Audio
- 2020: Mafia? – Bei uns doch nicht! Der Siegeszug der ’Ndrangheta im Norden. Deutschlandfunk, Hörspiel-Feature von Bernhard Pfletschinger[132]
- 2023: Mafia Land – der True Crime Podcast. SWR, Podcast von Birgit Tanner und Helena Piontek[133]

### Museum
In einer konfiszierten Mafia-Villa in Reggio Calabria widmet sich das Museo della ’ndrangheta der Dokumentation und Erforschung der ’Ndrangheta.